# Hoshihananomia splendens
Hoshihananomia splendens es una especie de coleóptero de la familia Mordellidae.

## Distribución geográfica
Habita en las Islas Ryūkyū (Loochoo) Japón.